# L'Aventurier de la colline de cuivre
L'Aventurier de la colline de cuivre (Raider of the Copper Hill) est une histoire en bande dessinée de Keno Don Rosa. Elle est le quatrième épisode de la Jeunesse de Picsou. Elle met en scène Balthazar Picsou et Howard Flairsou, père de Flairsou, un des adversaires de Picsou.

## Synopsis
L'aventure de Picsou en tant qu'éleveur de bétail avec son ami écossais Murdo McKenzie s'achève car l'ère des barbelés a commencé. Il arrive à Butte city où il commence à prospecter sur un petit terrain en face d'une mine de cuivre située sur une colline. Lui aussi en trouve mais le cuivre ne vaut, à cette époque, quasiment rien. Sur la troisième planche, il dine avec Marcus Daly, le propriétaire de la mine dont l'entreprise est en mauvais point. Mais on découvre que l'arrivée de l'électricité, transportée par fils de cuivre, a fait monter le cours du cuivre. Heureusement surpris, Balthazar file s'acheter du matériel ce qui le contraint à vendre les dents en or de son aïeul Kenneth Mc Picsou. Le temps passe et Picsou prospecte mais ne prospère pas alors que la mine d'Anaconda est devenue riche. Un jour, Howard Flairsou passe avec sa famille et se lie rapidement d'amitié avec Picsou, auquel il apprend à manier la pioche.  Ils rentrent en ville où tout le monde est amical avec Picsou pour tester les échantillons qui recèlent les mêmes proportions de cuivre que la mine. Or, selon un article de loi que seul Howard Flairsou semble connaître, la mine appartient à Picsou, car la veine est la moins profonde sur le terrain de Picsou. S'ensuit alors une course tumultueuse et une vraie bataille pour éliminer les autres prétendants au terrain de Picsou et donc, à la mine. Averti, Marcus propose à Picsou de lui racheter la mine qui appartenait à Flairsou (Picsou l'apprend ici) et à lui mais Picsou refuse. Il est riche et la population le déteste maintenant. Mais un besoin crucial d'argent a saisi le clan récemment -on l'apprend par télégramme- et Picsou est obligé d'accepter les 50 000$ de Marcus. L'épisode s'achève sur le départ de Picsou pour l'Écosse et la construction de la statue de la liberté. À noter que l'on voit dans cet épisode la mère de Flairsou et ce dernier qui est donc déjà riche et présenté comme un sale garnement.

## Fiche technique
- Histoire noD 92083.
- Éditeur : Egmont[1].
- Titre de la première publication : Kobberkongen fra Montana (danois), Kuparikukkulan kuningas (finlandais), Kongen på kobberhaugen (norvégien), Kopparbergens konung (suédois).
- Titre en anglais : Raider of the Copper Hill.
- Titre en français : L'Aventurier de la colline de Cuivre.
- 15 planches.
- Auteur et dessinateur : Keno Don Rosa.
- Premières publications : Donald Duck & Co (Norvège), Anders And Co (Danemark), Aku Ankka (Finlande) et Kalle Anka & Co (Suède), no 1993-02, janvier 1993.
- Première publication aux États-Unis: Uncle Scrooge, no 288, octobre 1994.
- Première publication française : Picsou Magazine, no 273, octobre 1994.